# Lijst van voetbalinterlands Benin - Congo-Brazzaville (vrouwen)
Deze lijst van voetbalinterlands is een overzicht van alle officiële voetbalinterlands tussen de nationale vrouwenteams van Benin en Congo-Brazzaville. De landen hebben tot nu toe één keer tegen elkaar gespeeld.

## Wedstrijden
| № | Plaats  | Datum        | Competitie        | Wedstrijd                 | Uitslag |
| - | ------- | ------------ | ----------------- | ------------------------- | ------- |
| 1 | Cotonou | 27 juli 2006 | Vriendschappelijk | Benin − Congo-Brazzaville | 1 − 2   |

## Samenvatting
| Competitie        | Totaal gespeeld | Winst Benin | Gelijk | Winst Congo-Brazzaville | Doelsaldo Benin – Congo-Brazzaville |
| ----------------- | --------------- | ----------- | ------ | ----------------------- | ----------------------------------- |
| Vriendschappelijk | 1               | 0           | 0      | 1                       | 1 − 2                               |
| Totaal            | 1               | 0           | 0      | 1                       | 1 − 2                               |